# Champions Youth Cup 2008
L'edizione 2008 della Champions Youth Cup, seconda edizione del torneo, è stata cancellata a giugno, due mesi prima dell'inizio programmato, a causa di una controversia tra la Malaysia e gli organizzatori.
L'evento si sarebbe dovuto svolgere in Malaysia dal 5 al 16 agosto 2008. Quest'anno avrebbero fatto il debutto dall'Asia la Cina e l'India, mentre dal Sud America il River Plate.
In questa edizione, a differenza della precedente non avrebbero partecipato, il Paris Saint-Germain, l'Inter e l'Arsenal.

## Regole del Torneo
Proprio come l'edizione precedente nella prima fase si sarebbero disputati 4 gironi all'italiana, le prime due classificate per ogni girone avrebbero avuto accesso ai quarti di finale. Dai quarti le partite sarebbero state ad eliminazione diretta.

## Gruppi

### Gruppo A
| Team        | Pts | Pld | W | D | L | GF | GA | GD |
| ----------- | --- | --- | - | - | - | -- | -- | -- |
| PSV         | 0   | 0   | 0 | 0 | 0 | 0  | 0  | 0  |
| Barcellona  | 0   | 0   | 0 | 0 | 0 | 0  | 0  | 0  |
| CR Flamengo | 0   | 0   | 0 | 0 | 0 | 0  | 0  | 0  |
| India       | 0   | 0   | 0 | 0 | 0 | 0  | 0  | 0  |

### Gruppo B
| Team     | Pts | Pld | W | D | L | GF | GA | GD |
| -------- | --- | --- | - | - | - | -- | -- | -- |
| Ajax     | 0   | 0   | 0 | 0 | 0 | 0  | 0  | 0  |
| Malaysia | 0   | 0   | 0 | 0 | 0 | 0  | 0  | 0  |
| Chelsea  | 0   | 0   | 0 | 0 | 0 | 0  | 0  | 0  |
| Milan    | 0   | 0   | 0 | 0 | 0 | 0  | 0  | 0  |

### Gruppo C
| Team            | Pts | Pld | W | D | L | GF | GA | GD |
| --------------- | --- | --- | - | - | - | -- | -- | -- |
| River Plate     | 0   | 0   | 0 | 0 | 0 | 0  | 0  | 0  |
| Qatar           | 0   | 0   | 0 | 0 | 0 | 0  | 0  | 0  |
| Olympique Lione | 0   | 0   | 0 | 0 | 0 | 0  | 0  | 0  |
| Bayern Monaco   | 0   | 0   | 0 | 0 | 0 | 0  | 0  | 0  |

### Gruppo D
| Team              | Pts | Pld | W | D | L | GF | GA | GD |
| ----------------- | --- | --- | - | - | - | -- | -- | -- |
| Manchester United | 0   | 0   | 0 | 0 | 0 | 0  | 0  | 0  |
| Juventus          | 0   | 0   | 0 | 0 | 0 | 0  | 0  | 0  |
| Porto             | 0   | 0   | 0 | 0 | 0 | 0  | 0  | 0  |
| Cina              | 0   | 0   | 0 | 0 | 0 | 0  | 0  | 0  |